# 川内町 (長崎市)
川内町（かわちまち）は長崎市東部に位置する町である。郵便番号は851-0112。

## 地理
長崎半島の基部に位置し、東は諫早市飯盛町、西は長崎市上戸石町、南は戸石町、北は船石町に接する。1971年より長崎県長崎市川内町となる。

## 沿革
- 1889年 - 町村制が施行され、北高来郡戸石村が発足。当地は、川内名と呼ばれた。
- 1955年2月11日 - 戸石村が「西彼杵郡矢上村」・「北高来郡古賀村」ともに新設合併し、西彼杵郡東長崎町川内名となる。
- 1963年4月20日 - 長崎市に編入される。
- 1971年 - 行政区名が廃止され、川内町となる。この時読み違いにより読みが「かわうち町」となる。
- 1984年 - 一部が長崎市東町となる。
- 2014年 - 8月8日に読み違いが読みが長崎市町界町名審議会へ報告され変更案が可決、11月1日長崎市「かわち町」へ変更となる。

## 世帯数と人口
2022年（令和4年）1月31日現在の世帯数と人口は以下の通りである。
| 町丁   | 世帯数 | 人口  |
| ------ | ------ | ----- |
| 川内町 | 81世帯 | 167人 |

## 小・中学校の学区
市立小・中学校に通う場合、学区は以下の通りとなる。
| 番地 | 小学校             | 中学校           |
| ---- | ------------------ | ---------------- |
| 全域 | 長崎市立戸石小学校 | 長崎市立橘中学校 |

## 交通

### 道路
- 国道251号

## 施設
- 川内公園